# Marisba basivitta
Marisba basivitta är en fjärilsart som beskrevs av Walker 1864. Marisba basivitta ingår i släktet Marisba och familjen plattmalar. Inga underarter finns listade i Catalogue of Life.